# 유니 (프리큐어)
유니(ユニ)는 《스타☆트윙클 프리큐어》에 등장하는 가공의 인물이다. 애니메이션에서 목소리를 연기한 성우는 우에사카 스미레이다.

## 프로필
| 이름                 | 유니(ユニ)                                   |
| 가명                 | 괴도 블루캣(怪盗ブルーキャット) / 마오(マオ) |
| 성별                 | 여자                                         |
| 종족                 | 외계인                                       |
| 생일                 | 10월 11일                                    |
| 별자리               | 천칭자리                                     |
| 나이                 | 불명                                         |
| 직업                 | 아이돌 가수                                  |
| 변신명               | 큐어 코스모(Cure Cosmo)                      |
| 퍼스널 컬러          | 파란색, 무지개색                             |
| 속성                 | 무지개, 우주                                 |
| 문양                 | 삼각형                                       |
| 등장 프리큐어 시리즈 | 스타☆트윙클 프리큐어                         |

## 인물소개
레인보우 행성의 외계인으로, 본래 모습은 '유니'라는 파란머리의 고양이 수인의 모습이다. 아이원에 의해서 행성이 멸망했을 때 유일하게 살아남아 '블루캣'이라는 가명으로 괴도 활동을 하다가, 프리큐어를 구해야 한다는 마음으로 프리큐어가 되었다. 평소에는 블루캣일 때의 옷과 같은 옷을 입고 다닌다. 레인보우 퍼퓸으로 꼬리와 귀를 제외한 모든 부분을 변신시킬 수 있다.
언제나 쿨하고 도도하며 여유만만한 모습이지만 좀처럼 자신의 속마음을 잘 내비치지 않는다. 기본적으로 혼자 행동하며 익숙해있지만 펜을 찾거나 노트레이더와 싸울 때는 프리큐어들과 협력하기도 하며, 이런저런 일을 겪으며 프리큐어들에게 조금씩 맘을 열어간다.

## 큐어 코스모
"은하에 빛나는 무지개빛 스펙트럼! 큐어 코스모!!" (일본어: 銀河に光る虹色のスペクトル! キュアコスモ！！) 
우주의 프리큐어로 변신한 모습. 이미지 색은 무지개색과 파란색이다.
특징
밝고 선명한 하늘색 머리에 핑크색 브릿지가 첨가된 땋은 양갈래 긴 머리이며 전체적인 모습은 괴도 블루 캣일 때와 가장 흡사하다. 파란색 오버니부츠와 긴 장갑에 무지개색 치마를 입고 있으며, 머리에는 작은 파란색 실크 트를 쓰고 있다. 실크 해트에는 무지개색 프리즘의 별이 달려 있다.
전투 스타일
전투력은 프리큐어 중 가장 강한 편으로 고양이 다운 날렵한 움직임으로 상대를 농락하고 덩치 큰 적도 날려버리는 파워도 겸비하였다. 프린세스 스타 컬러펜을 모두 사용할 수는 있으나 개인 전용펜은 없어서 혼자서는 기술을 사용할 수 없다는 단점이 있다.
기술
- 프리큐어 코스모 샤이닝
- 프리큐어 레인보우 스플래시